# Гура-Креєшть
Гура-Креєшть, Гура-Креєшті (рум. Gura Crăiești) — село у повіті Бакеу в Румунії. Входить до складу комуни Мотошень.
Село розташоване на відстані 233 км на північний схід від Бухареста, 42 км на південний схід від Бакеу, 92 км на південь від Ясс, 113 км на північний захід від Галаца.

## Населення
За даними перепису населення 2002 року у селі проживали 377 осіб, усі — румуни. Усі жителі села рідною мовою назвали румунську.